# Batrachorhina apicepicta
Batrachorhina apicepicta là một loài bọ cánh cứng trong họ Cerambycidae.